# Daressalam

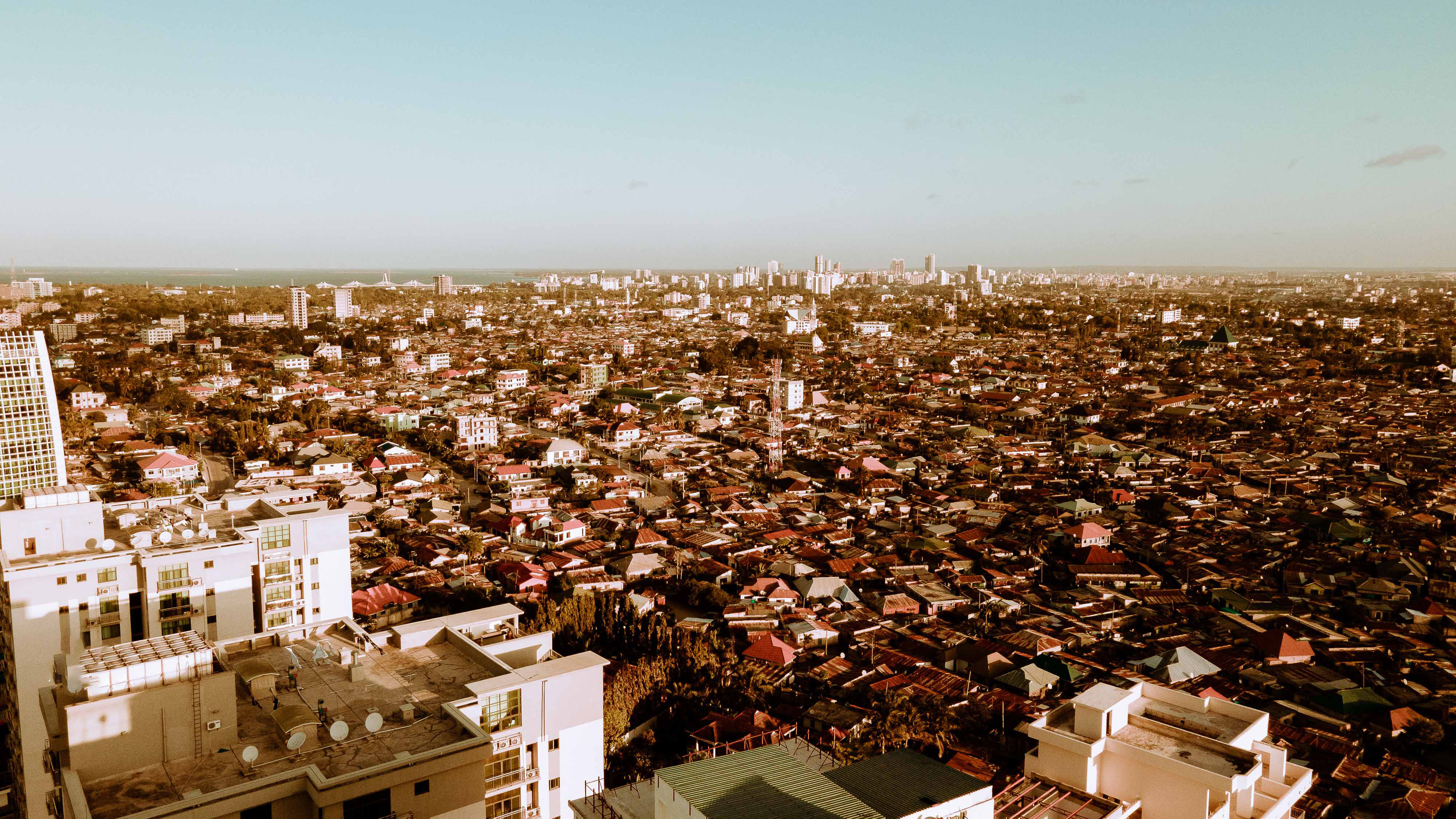
Daressalam (2022)

Daressalam (Swahili und englisch Dar es Salaam; von arabisch دار السلام Dār as-Salām ‚Haus des Friedens‘), umgangssprachlich oft nur kurz Dar oder DSM, ist die größte Stadt sowie wirtschaftliches und kulturelles Zentrum Tansanias. Daressalam war bis 1974 Hauptstadt und ist bis heute Regierungssitz sowie lutherischer und römisch-katholischer Bischofssitz. Mehrere Universitäten sind in Daressalam ansässig, des Weiteren befindet sich hier der größte Hafen des Landes.

## Geographische Lage
Die Stadt liegt im Osten von Tansania am Indischen Ozean. Der küstennahe Stadtbereich befindet sich auf einer Karbonatplattform aus pleistozänem Riffkalk, die zwischen 10 und 20 m über dem Meeresspiegel liegt. Das Stadtzentrum mit den Hafenanlagen entstand an einer halbkreisförmigen Küstenlinie an der zum Meer gelegenen Mündung des Mzinga-Flusses. Die Einfahrt in das Ästuar ist nur etwa 128 m breit.

## Geschichte
Ab 1862 begann der Sultan von Sansibar, Sayyid Mâdjid, mit dem Ausbau des Dorfes Msisima; er wollte seine Residenz auf das Festland verlegen, gab dem Ort den Namen Dar as-Salâm (arab. Haus des Friedens) und begann mit dem Bau eines Palastes, der allerdings bis zu seinem Tode 1870 noch nicht vollendet war.
Sein Nachfolger Sayyid Barghash gab das Projekt auf, ließ aber seine Plantagen in der Nähe der Stadt bewirtschaften. 1888 verpachtete Sultan Sayyid Khalîfa Daressalam zusammen mit der gesamten Küste des heutigen Tansania an die Deutsch-Ostafrikanische Gesellschaft (DOAG). August Leue wurde von der DOAG mit dem Aufbau einer Station beauftragt. Am 28. Oktober 1890 verkaufte Sultan Sayyid ‘Alî Stadt und Küste. Ab 1890 hatte sich die Kolonialverwaltung im kleinen Küstenort Bagamoyo eingerichtet, doch dann wurde das rund 60 km weiter südlich gelegene Daressalam wegen seines Naturhafens für die Deutschen interessanter. Nur ein Jahr später bezog 1891 die deutsche Kolonialverwaltung von Deutsch-Ostafrika in Daressalam ihren Sitz. Auch Truppenteile der Schutztruppe für Deutsch-Ostafrika waren in Daressalam stationiert.
Die St.-Josefs-Kathedrale des katholischen Erzbistums Daressalam wurde zwischen 1897 und 1902 errichtet, die evangelisch-lutherische Azania-Kathedrale 1898. Am 1. Oktober 1897 wurde das erste große Regierungskrankenhaus, das Ocean-Road-Krankenhaus (seit 1996 „Ocean Road Cancer Institute“), eröffnet. Im November 1902 wurde ein Schwimmdock in Betrieb genommen, das deutschen und ausländischen Schiffen weite Wartungsfahrten bis nach Indien ersparte. Im Jahr 1909 weihte man in der Stadt das Wissmann-Denkmal ein, dessen Plastik eine Arbeit des Bildhauers Adolf Kürle ist. Es wurde später demontiert und über Großbritannien nach Deutschland zurückgebracht.
Bis zur Einnahme der Stadt durch die Alliierten 1916 war Daressalam im Ersten Weltkrieg 28 Mal das Ziel von Bombardierungen durch britische Schiffsgeschütze und Fliegerangriffe. Die verursachten Schäden waren jedoch gering.
Ab 1920 übernahm die Mandatsregierung Stadt und Kolonie, bis 1961 die Unabhängigkeit erklärt wurde.
Ab 1964 war es Hauptstadt Tansanias, bis sie 1974 offiziell nach Dodoma verlegt wurde. Allerdings verbleiben wichtige Regierungsfunktionen in Daressalam.
Der südafrikanische Afrikanische Nationalkongress unterhielt in der Stadt eines seiner Hauptquartiere im Exil. Von hier übertrug er seit 1969 über die Anlagen des damaligen Radio Tanzania auf Kurzwelle das Programm seines Radio Freedom. Radio Tanzania gewährte als erste Radiostation diesem Programm eine Sendezeit.
Am 7. August 1998 wurden bei einem Terroranschlag vor der US-Botschaft in Daressalam elf Menschen getötet. Die Botschaft wurde in der Zwischenzeit in den weniger belebten Stadtteil Msasani verlegt, wobei die Sicherheitsvorkehrungen verschärft wurden.

Daressalam zur deutschen Kolonialzeit, vor 1910. Links die katholische Kathedrale St. Josef – rechts der Turm der evangelisch-lutherischen Azania-Kirche
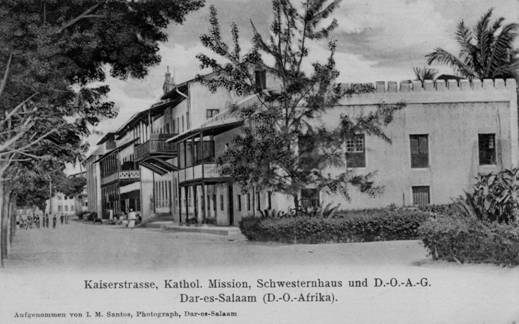
Kaiserstraße in Daressalam zur deutschen Kolonialzeit (um 1905)
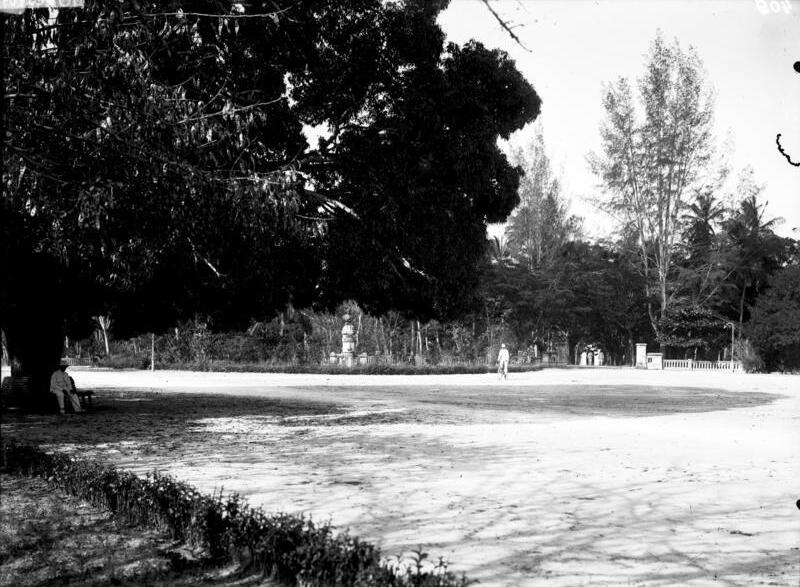
Daressalam, Bismarckplatz, Deutsch-Ostafrika (zwischen 1906 und 1918)
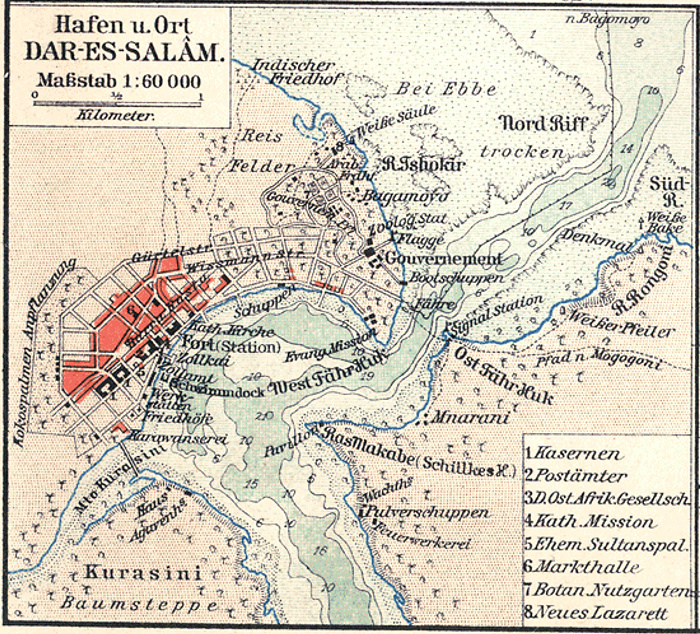
Daressalam um 1905

## Bevölkerung
| Jahr          | Einwohner                | Nachw.      |
| ------------- | ------------------------ | ----------- |
| 1867          | 3500                     | [ 5 ]       |
| 1887          | 3000–4000                | [ 6 ]       |
| 1894          | 10.000                   | [ 6 ]       |
| 1898          | 13.500                   | [ 7 ]       |
| 1900          | 20.000                   | [ 7 ]       |
| 1913          | 22.500                   | [ 6 ] [ 7 ] |
| 1921          | 24.600                   | [ 6 ]       |
| 1931          | 33.147 (34.300)          | ()          |
| 1943          | 45.100                   | [ 6 ]       |
| 1948 (Zensus) | 69.200                   | [ 9 ]       |
| 1952          | 99.200                   | [ 10 ]      |
| 1957 (Zensus) | 128.742                  | [ 5 ] [ 9 ] |
| 1967 (Zensus) | 272.821                  | [ 5 ] [ 9 ] |
| 1978 (Zensus) | 843.000 (Zensus:769.400) | ()          |
| 1984          | 1.300.000                | [ 9 ]       |
| 1988          | 1.360.850                | [ 5 ]       |
| 2005          | 2.698.651                | [ 5 ]       |
| 2012          | 4.327.397                | [ 11 ]      |
| 2022 (Zensus) | 5.383.728                | [ 12 ]      |

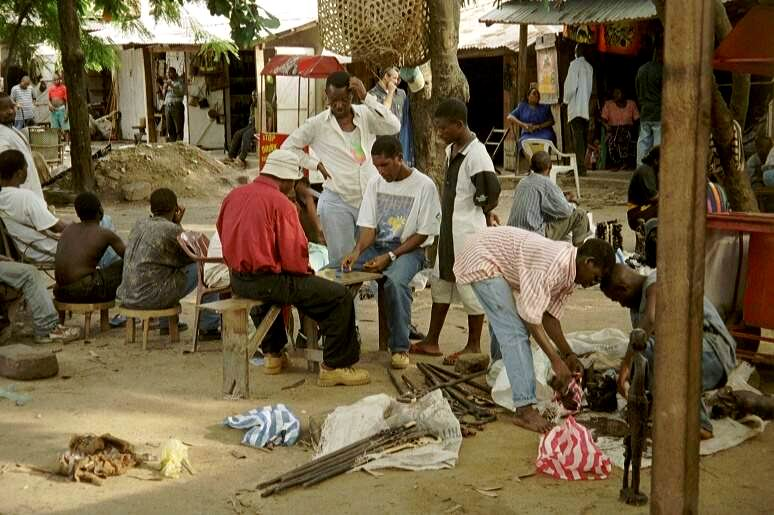
Makonde-Schnitzer auf dem Mwenge-Markt (2002)

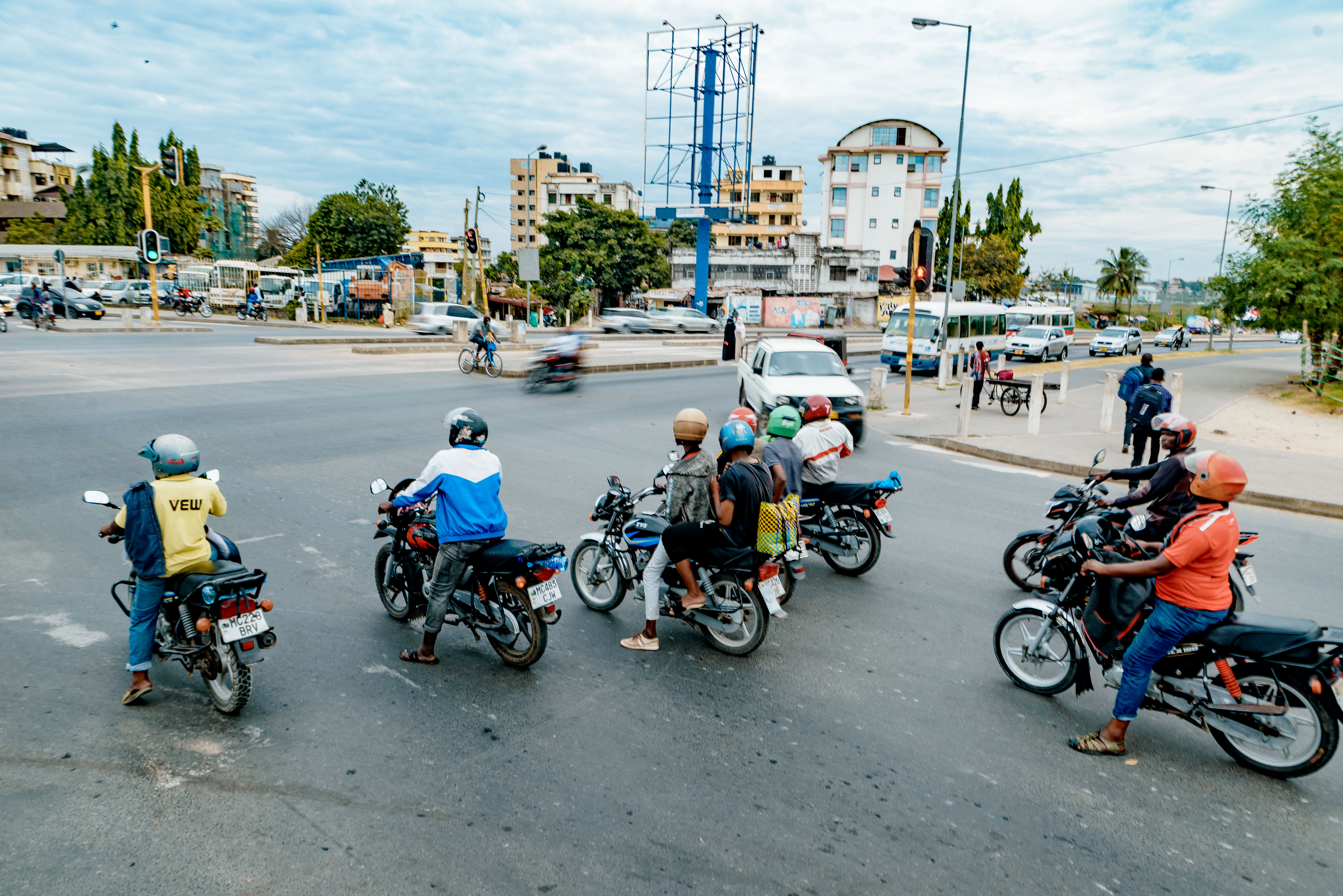
Motorisierter Individualverkehr im Stadtgebiet (2020)

Ursprünglich war die Stadt besonders von Angehörigen der Ethnie Zaramo und, zu einem geringeren Teil, der Ethnien Ndengereko und Kwere bewohnt. Im Verlaufe der fortschreitenden Urbanisierung in manchen Teilen von Tansania leben heute Angehörige vieler Ethnien des Landes in der Stadt. Zwischen den Jahren 1967 und 1978 verdreifachte sich die Einwohnerzahl auf dann etwa 757.000 Menschen. Die Stadt ist seit 2015 in fünf Stadtteile gegliedert: 2016 lebten 1.528.489 Einwohner in Ilala, 1.164.177 in Kinondoni, 1.058.597 in Ubungo, 204.029 in Temeke und 1.510.129 Einwohner im südöstlichen Kigamboni.
Etwa 64 % der Einwohner sind zwischen 15 und 64 Jahre alt, Kinder zwischen 0 und 14 Jahre stellen 33 % der Bevölkerung dar und nur 2 % der Einwohner sind älter als 65.
Die Bevölkerungsdichte liegt bei 3100 pro km² und verteilt sich auf 1393 km². Auf der zum Stadtteil Kinondoni gehörenden Halbinsel Msasani leben die meisten Ausländer und Diplomaten.
Mit einem erwarteten jährlichen Bevölkerungswachstum von 5,08 % im Durchschnitt ist Daressalam eine der am stärksten wachsenden Städte der Welt. Das rasante Wachstum ist eine große Belastung für die Infrastruktur der Stadt. Insbesondere die Müllentsorgung bleibt für die Stadt ein ungelöstes Problem.

### Religion
70 % der Bevölkerung von Daressalam sind Muslime.

## Naturschutzgebiete
Pugu Nature Forest Reserve und Pande Game Reserve liegen Nahe an Daressalam, Pugu Game Reserve zum Teil aud dem Stadtgebiet, nahe dem Stadtteil Kawe zudem die geschützten Inseln '"Mbudya und '"Bongoyo

## Wirtschaft und Infrastruktur

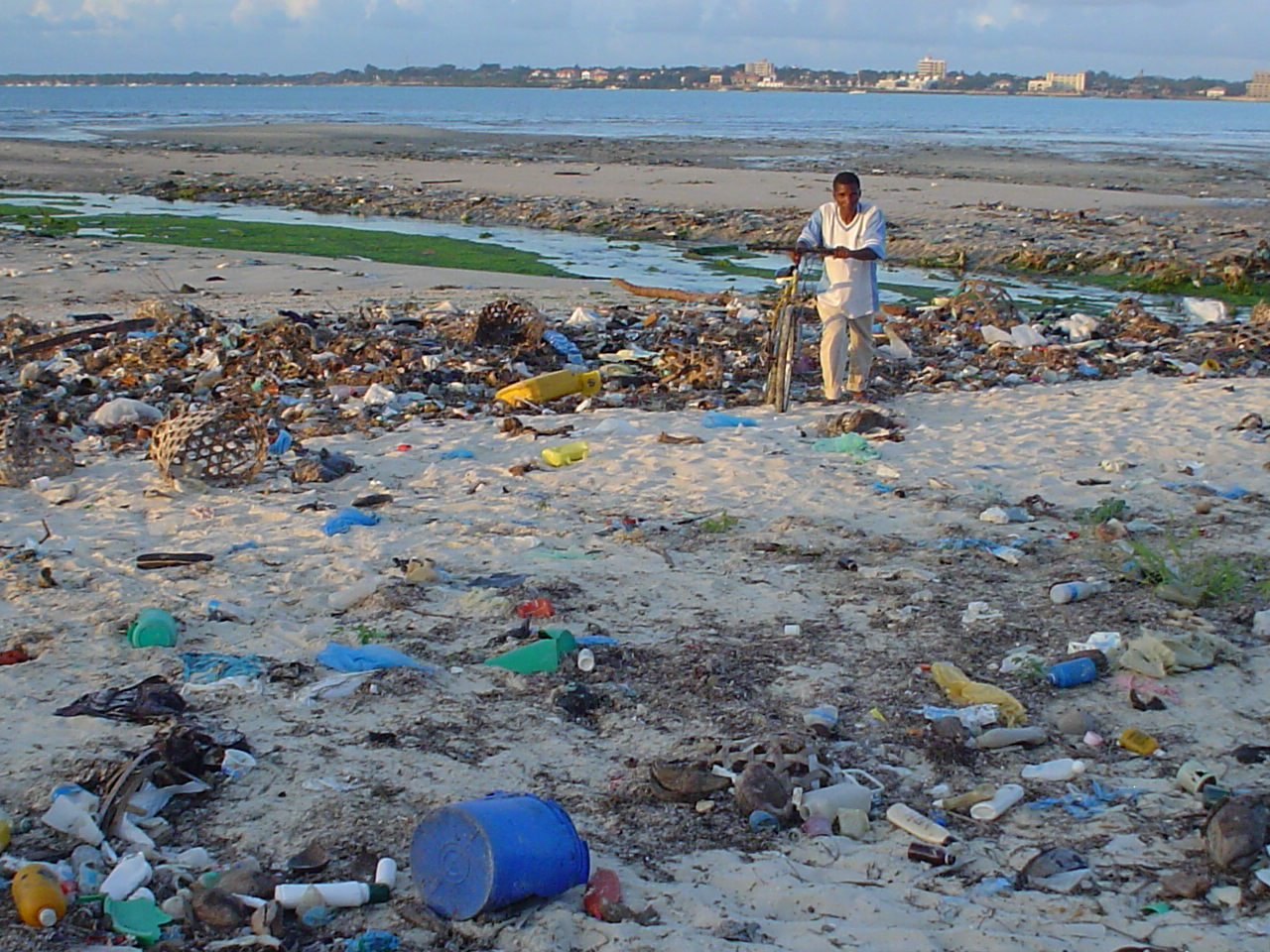
Vernachlässigter Küstenabschnitt in Daressalam

Daressalam ist das wirtschaftliche Zentrum von Tansania. In der Stadt gibt es etwa 575 größere Industriebetriebe, die tansanische Zentralbank sowie Filialen nationaler, wie die auf Mikrokredite spezialisierte Dar es Salaam Community Bank, und internationaler Banken und Versicherungen. An der Dar es Salaam Stock Exchange werden die Aktien der wichtigsten tansanischen Unternehmen gehandelt.
In einer Rangliste der Städte nach ihrer Lebensqualität belegte Daressalam im Jahr 2018 den 199. Platz unter 231 untersuchten Städten weltweit.

### Verkehr

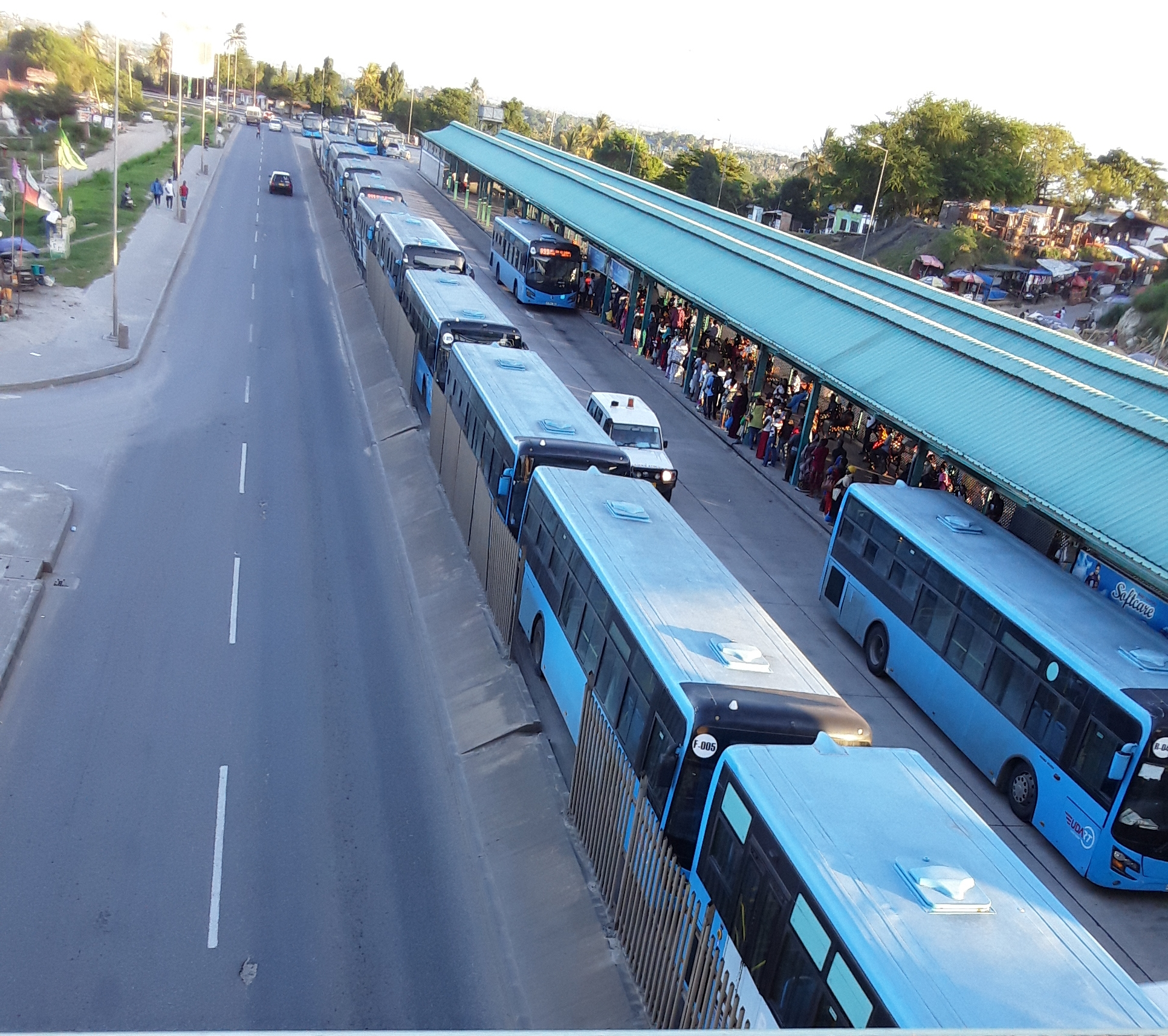
Dar Rapid Transit (oder Mwendokasi)

Der innerstädtische öffentliche Nahverkehr wird im Zentrum der Stadt durch Busse bestritten. Bis 2016 baute die Dar Rapid Transit Agency (DART) ein Nahverkehrssystem auf, das mit Bussen des chinesischen Herstellers Golden Dragon operiert.
Die Hauptverkehrsstraßen sind gut ausgebaut. In den Randbereichen verkehren auch Minibusse, die sogenannten Dalla-Dalla.
Mwendokasi-Terminals befinden sich in Ubungo, Gerezani, Morocco, Kivukoni und Kimara. Die Busse werden von dem städtischen Unternehmen UDA Rapid Transit Public Limited Company (UDART) betrieben.
Der Hafen Daressalam ist von internationaler Bedeutung. Er gilt als der Hauptgüterumschlagplatz und das Einfallstor für Ost- und Zentralafrika. Unter anderem gibt es Fährverbindungen im Stadtteil Posta (Daressalam) mit Schnellfähren nach Sansibar sowie regelmäßige Fährverbindungen nach Mombasa in Kenia.
Die Tanzania Railways Corporation (TRC) verbindet Daressalam mit Mwanza im Nordwesten sowie mit Kigoma im Westen Tansanias. Die Tanzania Zambia Railways Authority (TAZARA) verbindet Daressalam mit Mbeya im Südwesten sowie mit Sambia und dem übrigen südlichen Afrika.
Am Bahnhof Dar es Salaam Tazara sowie am Bahnhof Dar es Salaam Kamata bestehen Verbindungen in Richtung Mbeya und Sambia, am Bahnhof Dar es Salaam Magufuli, dem neuen Hauptbahnhof von Daressalam nach Morogoro und Dodoma. Der alte Hauptbahnhof wurde mit Inbetriebnahme des neuen Magufuli Terminal aufgelassen.
Einmal pro Woche besteht eine Direktverbindung per Nachtzug über Tabora nach Mwanza, nur auf dem Abschnitt bis Dodoma fahren die Züge häufiger.
15 Kilometer südwestlich des Stadtzentrums liegt der internationale Mwalimu Julius K. Nyerere International Airport, von dem Flugverbindungen innerhalb des Landes sowie in andere afrikanische Länder, den Nahen Osten, Indien und Europa angeboten werden.
Fernbusverbindungen gibt es zu zahlreichen nationalen Zielen wie Arusha, Dodoma, Morogoro Central Bus Terminal, Moshi, Mwanza, Mbeya und Kilimanjaro sowie nach Nairobi und Mombasa in Kenia, nach Lilongwe in Malawi, nach Lusaka in Sambia und nach Kampala in Uganda, diese bestehen ab den Busterminals Shekilango Terminal und dem Magufuli Bus Terminal.

### Bildung
Die wichtigste Universität der Stadt ist die University of Dar es Salaam mit rund 12.000 Studierenden. Außerdem gibt es die Open University of Tanzania, die Hubert Kairuki Memorial University (HKMU), die Mwalimu Nyerere Memorial Academy (MNMA), die International Medical and Technological University (IMTU) sowie das Institute of Financial Management (IFM), das Dar es Salaam Institute of Technology (DIT), die Ardhi University Dar es Salaam (ARU), das College of Business Education (CBE) und das Institute of Social Work (Ustawi wa jamii).
Bekannte Museen sind das National Museum of Tanzania Dar es Salaam sowie das Village Museum Dar es Salaam.

#### Partnerschaften
Seit Sommer 2002 gibt es ein Partnerschaftsabkommen zwischen den Universitäten Dar es Salaam und Wien.

### Sport
Das 2007 eröffnete Benjamin-Mkapa-Nationalstadion ist eine Mehrzweckarena und bietet 60.000 Besuchern Platz.

## Städtepartnerschaften
Daressalam unterhält folgende Städtepartnerschaften:
- Hamburg, Deutschland[19]
- Samsun, Türkei
- Yiwu, China
- Sāri, Iran

## Persönlichkeiten
- Walter Rodney, Historiker, verfasste den Klassiker der postkolonialen Geschichtsschreibung, Wie Europa Afrika unterentwickelte, an der Universität von Daressalam
- Roald Dahl, Schriftsteller, lebte von 1936 bis 1939 in Daressalam
- Jane Goodall lebte in Daressalam und lehrte in den 1970er Jahren an der Universität von Daressalam

## Söhne und Töchter der Stadt
- Bayume Mohamed Husen (1904–1944), afrikanisch-deutscher Soldat und Schauspieler
- Lore Grages (1906–nach 1933), deutsche Übersetzerin
- Gertrud von Hassel (1908–1999), deutsche Pädagogin und Malerin
- Raimund Schelcher (1910–1972), deutscher Schauspieler
- Heino von Damnitz (1934–2020), deutscher Maler und Zeichner
- Jutta Jaehngen (* 1936), deutschstämmige dänische Malerin, Grafikerin und Keramikerin
- Hunaina al-Mughairy (* 1948), omanische Diplomatin
- Leslie Scott (* 1955), Erfinderin des Gesellschaftsspiels Jenga
- Ronald Jumeau (* 1957), Journalist, Politiker und Diplomat
- David Adjaye (* 1966), britischer Architekt
- Marin Hinkle (* 1966), US-amerikanische Schauspielerin
- Claudia Jahnel (* 1967), deutsche evangelische Theologin
- Thomas Winter (* 1968), deutscher Polospieler
- Muhoozi Kainerugaba (* 1974), ugandischer Militär
- Abdallah Saleh Possi (* 1979), Diplomat
- Hasheem Thabeet (* 1987), Basketballspieler
- Mbwana Samatta (* 1992), Fußballspieler

## Klimatabelle
|                       | Jan  | Feb  | Mär   | Apr   | Mai   | Jun  | Jul  | Aug  | Sep  | Okt  | Nov   | Dez   |   |         |
| Mittl. Tagesmax. (°C) | 31,8 | 32,4 | 32,1  | 30,7  | 29,8  | 29,3 | 28,9 | 29,4 | 30,3 | 30,9 | 31,4  | 31,6  | ⌀ | 30,7    |
| Mittl. Tagesmin. (°C) | 23,5 | 23,3 | 22,8  | 22,4  | 21,3  | 19,2 | 18,2 | 18,1 | 18,4 | 19,7 | 21,3  | 22,8  | ⌀ | 20,9    |
|                       |      |      |       |       |       |      |      |      |      |      |       |       |   |         |
| Niederschlag (mm)     | 76,3 | 54,9 | 138,1 | 254,2 | 197,8 | 42,9 | 25,6 | 24,1 | 22,8 | 69,3 | 125,9 | 117,8 | Σ | 1.149,7 |
|                       |      |      |       |       |       |      |      |      |      |      |       |       |   |         |
| Sonnenstunden (h/d)   | 7,6  | 7,9  | 6,9   | 5,2   | 6,9   | 7,4  | 7,2  | 8,6  | 8,4  | 8,9  | 8,4   | 7,8   | ⌀ | 7,6     |
|                       |      |      |       |       |       |      |      |      |      |      |       |       |   |         |
| Regentage (d)         | 7    | 4    | 11    | 18    | 13    | 5    | 4    | 4    | 3    | 5    | 8     | 9     | Σ | 91      |
|                       |      |      |       |       |       |      |      |      |      |      |       |       |   |         |
| Wassertemperatur (°C) | 28   | 28   | 28    | 28    | 27    | 26   | 25   | 25   | 25   | 26   | 27    | 28    | ⌀ | 26,7    |
|                       |      |      |       |       |       |      |      |      |      |      |       |       |   |         |
| Luftfeuchtigkeit (%)  | 77   | 76   | 80    | 84    | 81    | 78   | 77   | 76   | 75   | 76   | 78    | 78    | ⌀ | 78      |

| 23,5 |

| 23,3 |

| 22,8 |

| 22,4 |

| 21,3 |

| 19,2 |

| 18,2 |

| 18,1 |

| 18,4 |

| 19,7 |

| 21,3 |

| 22,8 |

| 23,5 |

| 23,3 |

| 22,8 |

| 22,4 |

| 21,3 |

| 19,2 |

| 18,2 |

| 18,1 |

| 18,4 |

| 19,7 |

| 21,3 |

| 22,8 |